# Sabato sera - Studio Uno '67
Sabato sera - Studio Uno '67 è l'undicesimo album della cantante italiana Mina, pubblicato su LP dall'etichetta Ri-Fi a maggio del 1967.

## Descrizione
Nelle intenzioni doveva essere una raccolta il materiale musicale proposto da Mina in anteprima nella trasmissione Sabato sera (nuovo nome per l'edizione 1967 di Studio Uno), scritto appositamente per questo spettacolo. Operazione commerciale riuscita visto che risulterà il terzo album più venduto del 1967.
Nonostante il precedente album Mina 2 fosse stato pubblicato anche in stereofonia, con questo LP si torna alla tecnica di registrazione monofonica.
Pubblicato su CD nel 1997 a cura della RCA Italiana (catalogo 4321482602) e rimasterizzato dalla Halidon nel 2009 su CD (SRCD6298), LP in vinile da 180 grammi (SRLP 11) e Picture disc (SRLPD11), questi ultimi a tiratura limitata. Nel 2011 è stato rimasterizzato ancora su CD (stesso numero di catalogo, SRCD6298) con tecniche digitali e reso disponibile per il download.
La versione destinata al mercato sud americano (Philips 82172), pubblicata in Argentina e Uruguay nel 1967, ha ordine dei brani differente e tutti titoli tradotti in lingua spagnola; inoltre sostituisce La banda con È inutile (Es Inutil).
Gli arrangiatori dirigono le rispettive orchestre.

## I brani
Il wikilink di ciascun titolo rimanda alla pagina del singolo/album/raccolta in il brano è contenuto. La pagina contiene le informazioni dei video nei DVD del cofanetto Gli anni Rai (2008), che riportano le anteprime filmate dei pezzi registrati nelle puntate dello show Sabato Sera e dei caroselli girati per pubblicizzare la pasta Barilla.
Le canzoni del disco sono cantate tutte in italiano, alcune sono state interpretate e incise da Mina anche in lingua originale.

### Inediti
- Se tornasse, caso mai

Estratta su singolo a febbraio del 1968, è la cover della canzone If He Walked into My Life tratta dal musical Mame del 1966 in cui è cantata da Angela Lansbury che vince il Tony Award come migliore attrice. Il testo in italiano è di Giorgio Calabrese.
Canzoni mai pubblicate da Mina su singolo, mai state presentate a Sabato sera e mai utilizzate in caroselli:
- Noi due
- Quando vedrò

Rifacimento del brano NON finalista presentato al Festival di Sanremo 1967 da Los Marcellos Ferial e The Happenings.
- Portami con te

Oggetto di una cover del gruppo ska siciliano Roy Paci & Aretuska che la include nell'album Tuttapposto del 2003, con la collaborazione di Cristina Zavalloni.

## Tracce
Lato A
1. La banda (A banda) – 2:35 (testo: Antonio Amurri – musica: Chico Buarque de Hollanda; edizioni musicali Cicogna)
2. Tu non credi più – 3:07 (testo: Alberto Testa, Mogol – musica: Tony Renis; edizioni musicali Kramer / RCA Italiana)
3. Se c'è una cosa che mi fa impazzire – 2:38 (testo: Antonio Amurri – musica: Bruno Canfora; edizioni musicali Curci)
4. Se tornasse, caso mai (If He Walked into My Life) – 2:41 (testo: Giorgio Calabrese – musica: Jerry Herman; edizioni musicali Chappell)
5. Quando vedrò – 3:27 (testo: Marisa Terzi[5] – musica: Carlo Alberto Rossi; edizioni musicali C.A. Rossi)

Lato B
1. L'immensità – 2:36 (testo: Mogol – musica: Don Backy, Detto Mariano; edizioni musicali Clan)
2. Conversazione – 2:19 (testo: Antonio Amurri – musica: Bruno Canfora; edizioni musicali Curci)
3. Sabati e domeniche – 2:44 (testo: Mogol – musica: Giancarlo Colonnello; edizioni musicali Rias)
4. Noi due – 3:15 (testo: Alberto Testa – musica: Augusto Martelli; edizioni musicali Applauso)
5. Portami con te – 2:36 (testo: Antonio Amurri – musica: Bruno Canfora; edizioni musicali Curci)